# Przestrzeń ośrodkowa
Przestrzeń topologiczna ośrodkowa – przestrzeń topologiczna {\displaystyle (X,\tau )} zawierająca taki podzbiór, który jest przeliczalny i gęsty. Podzbiór ten nazywany jest ośrodkiem.
Ten sam zbiór {\displaystyle X} może tworzyć przestrzeń ośrodkową lub nie – zależy to od doboru topologii {\displaystyle \tau .} Np. zbiór liczb rzeczywistych
- tworzy przestrzenią ośrodkową z topologią generowaną przez metrykę euklidesową – ośrodkiem jest zbiór liczb wymiernych,
- nie tworzy przestrzeni ośrodkowej z topologią dyskretną (każdy punkt w tej topologii jest zbiorem otwartym).

## Podstawowe własności
1. Przestrzeń topologiczna o bazie przeliczalnej, tzn. przestrzeń spełniająca drugi aksjomat przeliczalności, jest ośrodkowa. Z drugiej strony prosta Sorgenfreya jest przykładem przestrzeni topologicznej ośrodkowej, która nie ma przeliczalnej bazy.
2. Przestrzeń metryzowalna jest ośrodkowa wtedy i tylko wtedy, gdy przestrzeń posiada bazę przeliczalną.
3. Podprzestrzeń przestrzeni metrycznej ośrodkowej jest ośrodkowa. (Założenie metryzowalności jest istotne – produkt dwóch prostych Sorgenfreya jest przestrzenią ośrodkową posiadającą podprzestrzeń dyskretną mocy continuum, a więc nieośrodkową.)
4. Przestrzeń zwarta metryczna jest ośrodkowa.
5. Iloczyn kartezjański maksymalnie {\displaystyle 2^{\aleph _{0}}} wielu przestrzeni ośrodkowych jest ośrodkowy.
6. Obrazem ciągłym przestrzeni ośrodkowej jest przestrzeń ośrodkowa.
7. Ośrodkowa przestrzeń Hausdorffa ma moc nie większą niż {\displaystyle 2^{\mathfrak {c}},} gdzie {\displaystyle {\mathfrak {c}}} to continuum. Fakt ten nie jest prawdziwy dla przestrzeni spełniających aksjomat {\displaystyle T_{1}.} Istotnie niech {\displaystyle X} będzie dowolnym zbiorem nieskończonym, na którym rozważamy topologię składającą się ze zbiorów będących dopełnieniami zbiorów skończonych, tzn. {\displaystyle \tau =\{X\setminus F:F} jest skończony {\displaystyle \}.} Wówczas {\displaystyle (X,\tau )} jest przestrzenią {\displaystyle T_{1},} w której ośrodkiem jest dowolny zbiór przeliczalny nieskończony. To pokazuje, że istnieją ośrodkowe przestrzenie {\displaystyle T_{1}} dowolnej mocy.